# علوم اللغة العربية
علوم اللغة العربية والمسمى أيضًا بعلم الأدب هي علومٌ يحترز بها عن الخلل في كلام العرب لفظاً أو كتابةً، وتنقسم على ما صرَّح به علماء اللغة العربية إلى اثني عشر قسمًا، منها أصولٌ وهي العمدة في ذلك الاحتراز، ومنها فروع.
علم الأدب هو علم إصلاح اللّسان والخطاب وإصابة مواقعه، وتحسين ألفاظه عن الخطأ والخلل وهو شعبةٌ من الأدب العام. لا يخفى على الناظر فيه شيء من كلام العرب وأساليبهم ومناحي بلاغتهم؛ لأنه لا تحصل الملكة من حفظه إلا بعد فهم.

## الأصل
لم تكن علوم اللغة العربية مدونـة في بداية الإسلام لاستقامــة اللسـان من جهــة الإعراب والمعاني والبيان، فلم تدع الحاجة إلى تدوين شئ من ذلك.
فلما اتسعت الفتوحات في بلاد العجم من الفرس والروم دخل الكثير من الناس من أهل هذه البلاد في الإسلام، وتكلموا بلغة العرب لحاجتهم إلى تعلم الكتاب والسنة من جهة ولحاجتهم إلى التعامل مع العرب من جهة أخرى، لم يتكلم العجم بلغة العرب على الوجه الصحيح، كما أن سكنى العرب بين العجم في الأمصار المفتوحة أفسدت لسانهم الأصلى. فدخل الفساد على اللسان العربي وضع علماء اللغة العلوم السابقة كقوانين للغة العرب يقاس عليها الكلام ليعلم موافقته للغة العرب من عدمه. وقد وجد العلماء أن مجرد علم الإنسان بقوانين اللسان العربي لا يمكنه من التكلم بكلام العرب الصحيح ما لم يخالطهم ويتلقى هذا عنهم بالسماع على التدرج حتى تحصل له هذه الملكة. ولهذا تجد الصبي الناشئ بين أعراب البادية يتكلم بكلام العرب وأساليبهم مع جهله بقوانين اللسان العربي التي وضعها العلماء، إذ حصلت له الملكة بالمخالطة والسماع لا بتعلم القوانين. وكان بعض السلف يحرصون على العيش مع الأعراب لتلقي اللغة الصحيحة كما صنع الشافعي - - وكان من عادة الخلفاء - وهم من سكان الأمصار كدمشق وبغداد - أن يرسلوا أبناءهم إلى بادية جزيرة العرب لتحصيل لغة العرب وفنونهم في الفروسية والقتال. وإذا كانت مخالطة العرب الذين لم تفسد ملكتهم وكثرة الاستماع إليهم ضرورية لتحصيل ملكة التكلم بكلامهم الصحيح، فإن هذه المخالطة بالرحلة إلى البادية والمكث بها طويلا لا تتيسر لكل من أراد تحصيل هذه الملكة، فاستعاض العلماء عن ذلك بجمع الجيد من كلام العرب المنظوم (الشعر) والمنثور (النثر) وتدوين ذلك في كتب إذا أكثر الإنسان من قراءتها وحفظها يصبح بمنزلة من خالط العرب واستمع إليهم كثيرا فتحصل له هذه الملكة. وسميت الكتب التي تجمع كلام العرب المنظوم والمنثور بكتب الأدب، وهذا هو العلم الرابع من علوم اللغة العربية.

## موضوع علم الأدب
هو جمع الجيد من كلام العرب المنظوم والمنثور. قال ابن خلدون - – في " المقدمة " ص 553: " فيجمعون لذلك من كلام العرب ما عساه تحصل به الملكة، من شعر عالي الطبقة، وسجع متساو في الإجادة، ومسائل من اللغة والنحو مبثوثة أثناء ذلك متفرقة يستقري منها الناظر في الغالب معظم قوانين العربية، مع ذكر بعض من أيام العرب يفهم به ما يقع في أشعارهم منها، وكذلك ذكر المهم من الأنساب الشهيرة والأخبار العامة، والمقصود بذلك كله أن لا يخفى على الناظر فيه شيء من كلام العرب وأساليبهم ومناحي بلاغتهم إذا تصفحه، لأنه لا تحصل الملكة من حفظه إلا بعد فهمه، فيحتاج إلى تقديم جميع ما يتوقف عليه فهمه".

## شرائط اللغة
لا تلزمُ اللغةُ إلا بخمس شرائط:
1. ثبوت ذلك عن العرب بسند صحيح يوجب العمل.
2. عدالةُ الناقلين كما تُعْتَبَرُ عدالتُهم في الشَّرعيات.
3. أن يكون النقلُ عَمّن قولُه حجة في أصل اللغة كالعرب العاربة مثل قحطان ومعد وعدنان فأما إذا نقلوا عمَّن بعدهم بعد فَسَادِ لسانهم واختلاف المولدين فلاَ.
4. أن يكون الناقلُ قد سَمِعَ منهم حِسّاً وأما بغيره فلاَ.
5. أن يسمع من الناقل حساً.

## علوم اللغة العربية
1. علم اللغة.
2. علم الصرف.[22]
3. علم النحو.[23]
4. علم المعاني.[24]
5. علم البيان.[24]
6. علم البديع.
7. علم العَروض.[25]
8. علم القوافي.
9. علم قوانين الكتابة.
10. علم قوانين القراءة.
11. علم إنشاء الرسائل والخطب.
12. علم المحاضرات ومنه التواريخ.

## تقسيمها

### الأصول
أما الأصول فالبحث فيها إما عن المفردات من حيث جواهرها وموادها فعلم اللغة، أو من حيث صورها وهيئاتها فعلم الصرف، أو من حيث انتساب بعضها إلى بعض بالأصلية والفرعية فعلم الاشتقاق، وإما عن المركبات على الإطلاق، فإما باعتبار هيئاتها التركيبية وتأديتها لمعانيها الأصلية فعلم النحو، وإما باعتبار إفادتها لمعان زائدة على أصل المعنى فعلم المعاني، أو باعتبار كيفية تلك الفائدة في مراتب الوضوح فعلم البيان، وإما عن المركبات الموزونة، فإما من حيث وزنها فعلم العروض، أو من حيث أواخر أبياتها فعلم القافية.

### الفروع
وأما الفروع فالبحث فيها إما أن يتعلق بنقوش الكتابة فعلم الخط، أو يختص بالمنظوم فعلم عروض الشعراء، أو بالمنثور فعلم إنشاء النثر من الرسائل، أو من الخطب، أو لا يختص بشيء منهما فعلم المحاضرات ومنه التواريخ؛ وأما البديع فقد جعلوه ذيلا لعلمي البلاغة لا قسما برأسه.

## بيانها

### التعريف
الأدب وهو علم يتعرف منه التفاهم عما في الضمائر بأدلة الألفاظ والكتابة، وموضوعه اللفظ والخط من جهة دلالتهما على المعاني، ومنفعته إظهار ما في نفس الإنسان من المقاصد وإيصاله إلى شخص آخر من النوع الإنساني، حاضرا كان أو غائبا، وهو حلية اللسان والبنان، وبه تميز ظاهر الإنسان على سائر أنواع الحيوان. وإنما ابتدأت به لأنه أول أدوات الكمال. ولذلك من عري عنه لم يتم بغيره من الكمالات الإنسانية.

### المقاصد
وتنحصر مقاصده في عشرة علوم وهي: علم اللغة وعلم التصريف وعلم المعاني وعلم البيان وعلم البديع وعلم العروض وعلم القوافي وعلم النحو وعلم قوانين الكتابة وعلم قوانين القراءة، وذلك لأن نظره إما في اللفظ أو الخط، والأول فإما في اللفظ المفرد أو المركب، أو ما يعمهما.
وأما نظره في المفرد فاعتماده إما على السماع وهو اللغة أو على الحجة وهو التصريف، وأما نظره في المركب فإما مطلقا أن مختصا بوزن، والأول إن تعلق بخواص تراكيب الكلام وأحكامه الإسنادية فعلم المعاني، وإلا فعلم البيان، والمختص بالوزن فنظره إما في الصورة أو في المادة، الثاني علم البديع، والأول إن كان بمجرد الوزن فهو علم العروض، وإلا فعلم القوافي؛ وما يعم المفرد والمركب فهو علم النحو، والثاني فإن تعلق بصور الحروف فهو علم قوانين الكتابة، وإن تعلق بالعلامات فعلم قوانين القراءة. وهذه العلوم لا تختص بالعربية بل توجد في سائر لغات الأمم الفاضلة من اليونان وغيرهم.

### المآخذ
هذه العلوم في العربية لم تؤخذ عن العرب قاطبة بل عن الفصحاء البلغاء منهم، وهم الذين لم يخالطوا غيرهم، كهذيل وكنانة وبعض تميم وقيس عيلان ومن يضاهيهم من عرب الحجاز وأوساط نجد؛ فأما الذين صابوا العجم في الأطراف فلم تعتبر لغاتهم وأحوالها في أصول هذه العلوم، وهؤلاء كحمير وهمدان وخولان والأزد لمقاربتهم الحبشة والزنج، وطيء وغسان لمخالطتهم الروم بالشام، وعبد القيس لمجاورتهم أهل الجزيرة وفارس، ثم أتى ذوو العقول السليمة والأذهان المستقيمة ورتبوا أصولها وهذبوا فصولها حتى تقررت على غاية لا يمكن المزيد عليها.